# Володимирівка (Чернігівський район)
Володи́мирівка — село в Україні, у Городнянській міській громаді Чернігівського району Чернігівської області.

## Географія
Село Володимирівка  розташоване за 89 км від обласного центру та 26 км від адміністративного центру міської громади. В центрі села утворений став.

## Історія
Слобідку Володимирівка (інша назва — Володимерка) та Ільмівку заселив ройський сотник Микола Грембецький у 1690—1692 роках. Згодом селом займався його син — значковий товариш Федор Грембецький. Після Грембецьких село отримав гетьман Скоропадський, який мав декілька сотень подвір'їв на Городнянщині.
У 1729—1730-х роках в селі налічувалось 35 подвір'їв. Після смерті гетьмана Скоропадського — у володінні його дружини. 1730 року їхня дочка Уляна Скоропадська написала уступний лист Семену Юхимовичу Лизогубу, чоловікові старшої дочки гетьмана Скоропадського.
15 січня 1746 року син Грембецького продав село Володимирівку та Ваганичі полковому писарю Миткевичу за 5000 золотих.
Відомо, що станом на 1751 рік поблизу Володимирівки, Олександрівської гути і Дроздовиці існували гута, рудня та папірня.
Під час організованого радянською владою Голодомору 1932—1933 років померло щонайменше 13 жителів села.
В ході декомунізації єдина вулиця села, колишня Леніна, була перейменована у вулицю Миру.
12 червня 2020 року, відповідно до розпорядження Кабінету Міністрів України № 730-р від «Про визначення адміністративних центрів та затвердження територій територіальних громад Чернігівської області», село увійшло до складу Городнянської міської громади.
17 липня 2020 року, в результаті адміністративно-територіальної реформи та ліквідації Городнянського району, село увійшло до складу новоутвореного Чернігівського району.

## Населення
Згідно з переписом УРСР 1989 року чисельність наявного населення села становила 739 осіб, з яких 312 чоловіків та 427 жінок.
За переписом населення України 2001 року в селі мешкало 550 осіб.

### Мова
Розподіл населення за рідною мовою за даними перепису 2001 року:
| Мова       | Кількість | Відсоток |
| ---------- | --------- | -------- |
| українська | 539       | 97.47%   |
| російська  | 11        | 1.99%    |
| білоруська | 3         | 0.54%    |
| Усього     | 553       | 100%     |

## Інфраструктура
В селі розташовано відділення «Укрпошти».

## Відомі особи
- Микола Квітницький (1871—1940) — регент. Під його керівництвом у селі існував хор, який прийнаймні один раз слухав Павло Тичина, коли 1915 року відвідував Володимира Самійленка в Добрянці й подорожував Городнянщиною[9]. Хор виконував народні, церковні й класичні пісні[10].
- Василь Бутовець (1937—1988) — письменник, народився на хуторі День Добрий біля Володимирівки, мешкав та працював в Іркутській області. Автор роману «Лейб-гвардія її величності тайги» та інших творів[9]. У своїх творах описував Сибір[11].
- Степан Скидан — журналіст. З 1970 року працював в системі Держтелерадіо.[12] Спершу був кореспондентом українського радіо, а потім заступником директора програм. З 1981 року працював головним редактором літературно-драматичних програм і директором творчого об'єднання «Нове покоління»[13].
- Григорій Пильник (1916—2000) — астроном, доктор фізико-математичних наук, старший науковий співробітник служби точного часу Державного астрономічного інституту імені Штернберга Московського державного університету Ломоносова[9].
- Леонор Гулак — у 1946—1984 роках працював вчителем у Володимирівській школі. Відомий як автор понад сотні шахових задач[9].
- Віталій Желєзний (1936—2000) — з 1972 року директор Володимирівської середньої школи, організатор сільського музею[9].
- Віра Курико — авторка книги «Вулиця причетних. Чернігівська справа Левка Лук'яненка» (2020)[14]

## Репресовані радянською владою
- Єрмоленко Увар Логвинович, 1885 року народження, початкова освіта, одноосібник. Заарештований 10 квітня 1933 року за «антирадянську агітацію». 16 травня 1933 року справу закрили. Реабілітований 14 серпня 1997 року. (Держархів Чернігівської області, ф. Р-8840, оп.3, спр. 2345).
- Закружний Микита Онуфрійович, 1896 року народження, українець, малописьменний. Заарештований 26 листопада 1932 року за ст. 54-11 КК УСРР. 13 травня 1933 року справу припинено. Реабілітований 26 листопада 1996 року (Держархів Чернігівської області, ф. Р-8840, оп.3, спр. 898).
- Закружний Михайло Пилипович, 1882 року народження, українець, малописьменний. Заарештований 19 грудня 1932 року за ст. 54-10 КК УСРР. 17 лютого 1933 року справу припинено. Реабілітований 30 січня 1998 року (ГДА СБ України, м. Чернігів. — Спр. 9406-п).
- Закружний Павло Климович, 1913 року народження, українець, освіта початкова, колгоспник. Заарештований 09 грудня 1937 року за ст. 54-10 КК УРСР. 31 грудня 1937 року звільнений на підписку про невиїзд. Рішення по справі відсутнє. Реабілітований 25 лютого 1997 року (Держархів Чернігівської області, ф. Р-8840, оп.3, спр. 744).